# St. Johannis (Engter)

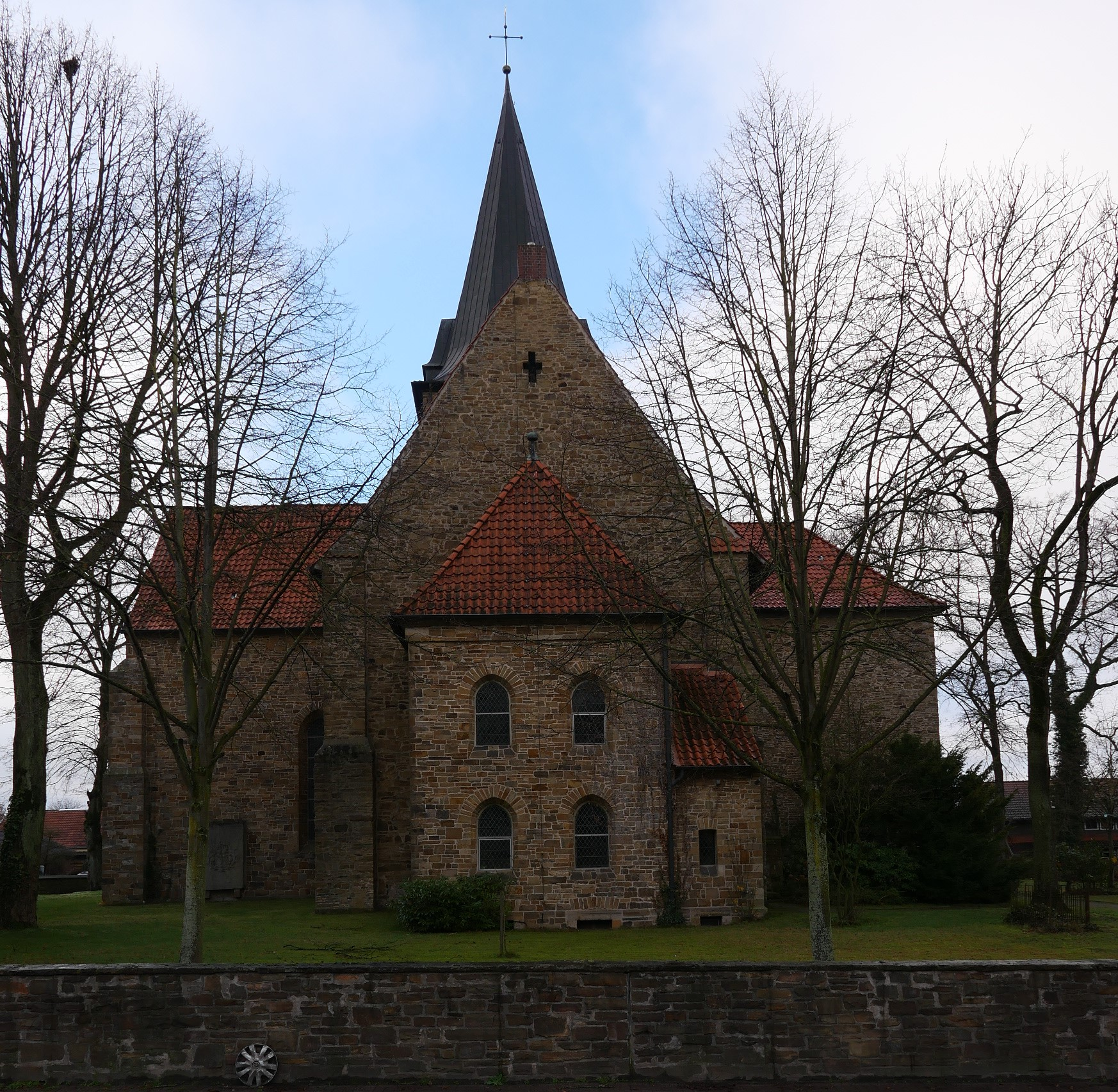
St. Johannis Engter

St Johannis im Bramscher Ortsteil Engter ist die Pfarrkirche der Kirchengemeinde St. Johannis Engter, die dem Kirchenkreis Bramsche der Evangelisch-lutherischen Landeskirche Hannovers angehört.

## Baugeschichte und Beschreibung
Nach Gründung der Kirchengemeinde Engter 1229 als Filiale von St. Martin (Bramsche) wurde im 13. Jahrhundert die dem Evangelisten Johannes geweihte Kirche erbaut. Dabei handelte es sich ursprünglich um eine spätromanische Saalkirche mit zwei quadratischen Langhausjochen, gerade geschlossenem Chor und Westturm aus Bruchstein.
Das spitzbogige Kreuzrippengewölbe im Langhaus zeigt den Übergangsstil zwischen Romanik und Gotik, der Chor ist mit vermutlich älterem Kreuzgratgewölbe ausgestattet. Die Fenster sind im Turm rundbogig, im Langhaus stumpf spitzbogig. In der Nordwand des westlichen Joches befindet sich ein rundbogiges Portal.
1821/1822 wurde die Kirche nach Norden um einen rechteckigen, querschiffartigen Anbau ans östliche Langhausjoch erweitert. 1913 erfolgte ein gleichartiger Anbau nach Süden, wodurch sich der Grundriss nun kreuzförmig darstellt.

## Ausstattung
Ältestes Stück in der Kirche ist das Triumphkreuz aus dem späten 13. Jahrhundert. Von 1340 stammt der fünfeckige Grabstein mit dem Bildnis des verstorbenen Geistlichen (Plebanus). Altar, Kanzel und westliche Empore stammen aus dem 17. Jahrhundert, der hölzerne Altar zeigt Szenen des Abendmahls. Der Taufstein wurde 1784 gefertigt, ein Gelbguss-Kronleuchter stammt ebenfalls aus dem 18. Jahrhundert. Außen an der Kirche befinden sich Grabsteine des Adelsgeschlechts Bar aus dem 17. und 18. Jahrhundert.

### Orgel
Die Orgel wurde 1973 von dem Orgelbauer Alfred Führer erbaut. Das Instrument hat 18 Register auf zwei Manualen und Pedal. Die Spiel- und Registertrakturen sind mechanisch.
| I Hauptwerk C– |              |       |
| 1.             | Prinzipal    | 8′    |
| 2.             | Gedackt      | 8′    |
| 3.             | Oktave       | 4′    |
| 4.             | Kleingedackt | 4′    |
| 5.             | Quinte       | 2 ⁄3′ |
| 6.             | Superoktave  | 2′    |
| 7.             | Mixtur IV    |       |
| 8.             | Trompete     | 8′    |

| II Brustwerk C– |            |    |
| 9.              | Gedackt    | 8′ |
| 10.             | Blockflöte | 4′ |
| 11.             | Prinzipal  | 2′ |
| 12.             | Terzian II |    |
| 13.             | Scharf III |    |
| 14.             | Krummhorn  | 8′ |
|                 | Tremulant  |    |

| Pedalwerk C– |           |     |
| 15.          | Subbaß    | 16′ |
| 16.          | Prinzipal | 08′ |
| 17.          | Oktave    | 04′ |
| 18.          | Posaune   | 16′ |

- Koppeln: II/I, I/P, II/P